# 张斌 (足球运动员)
张斌（1973年3月10日—），男，湖北省武汉市人，中国足球运动员。

### 职业生涯
张斌的足球生涯一直在各时期的武钢队、湖北队、武汉队效力，中国足球职业化后，他身披俱乐部10号球衣，作为武汉队的队长，凭借出色的左脚技术成为国内知名中场组织者，名气不亚于湖北足球该时期的代表人物蔡晟、冯志刚、张军等。2005年，他由于伤病退役，时年32岁。
2006年，退役后的张斌开始出任武汉光谷U-13梯队（1993年年龄段）主教练。
2008年，武汉光谷队由于不满足协判罚退出联赛被取消参加职业联赛资格后，湖北足协为了保留湖北足球火种于2009年成立乙级球队湖北绿茵冲击中甲联赛。这一年，36岁的张斌出人意料的复出，作为助理教练兼球员再次为湖北足球出力，并在2009年8月29日主场对阵三大康天的比赛中登场并攻入一球。该赛季张斌率队以不败战绩冲入中甲，最后决赛仅以点球败给湖南湘涛而夺得联赛亚军。
2011年至2012年，张斌作为教练员兼球员加盟中乙球队东莞南城。
2012年底张斌回到家乡武汉后继续负责武汉队的青训工作。

## 荣誉

### 俱乐部
武汉天龙黄鹤楼
- 中国足球甲B联赛冠军 (1)：1997
- 中国足球甲级联赛冠军 (1)：2004
- 中国超级联赛杯冠军 (1)：2005

湖北绿茵
- 中国足球乙级联赛亚军 (1)：2009